# Герцог Розесей
Герцог Розесей (шотл.: Duik o Rothesay) — історичний династичний титул спадкоємця, нащадка Короля Шотландії; в даний час династичний титул спадкоємця Британського престолу.
Титул спадкоємця престолу Королівства Шотландії до 1707 року, Королівства Великої Британії з 1707 по 1801 рік, а тепер Сполученого Королівства Великої Британії та Північної Ірландії. Цей титул, призначений для використання спадкоємцем, коли він перебуває в Шотландії. Слід відрізняти від титулів Герцог Корнвела, який також належить до старшого живого сина монарха, коли і лише тоді, коли він також є першим спадкоємцем, і титулу Принц Уельський (традиційно надається спадкоємцю), який використовується в решті Сполученого Королівства та за кордоном.
Герцог Розесей також має інші шотландські титули, що історично належали Шотландській короні, зокрема титули графа Керріка, барона Ренфрю, Лорда Островів та принца і Великого управителя Шотландії.
Назва названа на честь міста Розесей на островах Б'ют, Аргайл-і-Б'ют, але не пов'язана з жодним князівством або земельною областю, на відміну від герцогства Корнвел.

Королівський прапор герцога Розесей

## Історія
Перший відомий титул Герцог Розесей був у старшого сина короля Шотландії Роберта III Девіда Стюарта, від моменту його створення 1398 р. Після ранньої смерті Девіда 1402 року, його молодший брат Джеймс (згодом король Шотландії), отримав герцогство.
1469 р. був прийнятий Акт шотландського парламенту, який підтвердив цю схему правонаступництва, за якої спадкоємець шотландської корони отримував герцогство.
Слід відмітити, що титул графа Керріка існував ще в 12 столітті. Починаючи з 1306 р., коли Роберт Брюс, граф Керрік, став королем Шотландії Робертом I, цей титул було приєднано до Корони. У наступні роки різні королі шотландців надавали титул графа Керріка своїм спадкоємцям. Акт 1469 року остаточно врегулював титули старшого сина шотландського монарха.

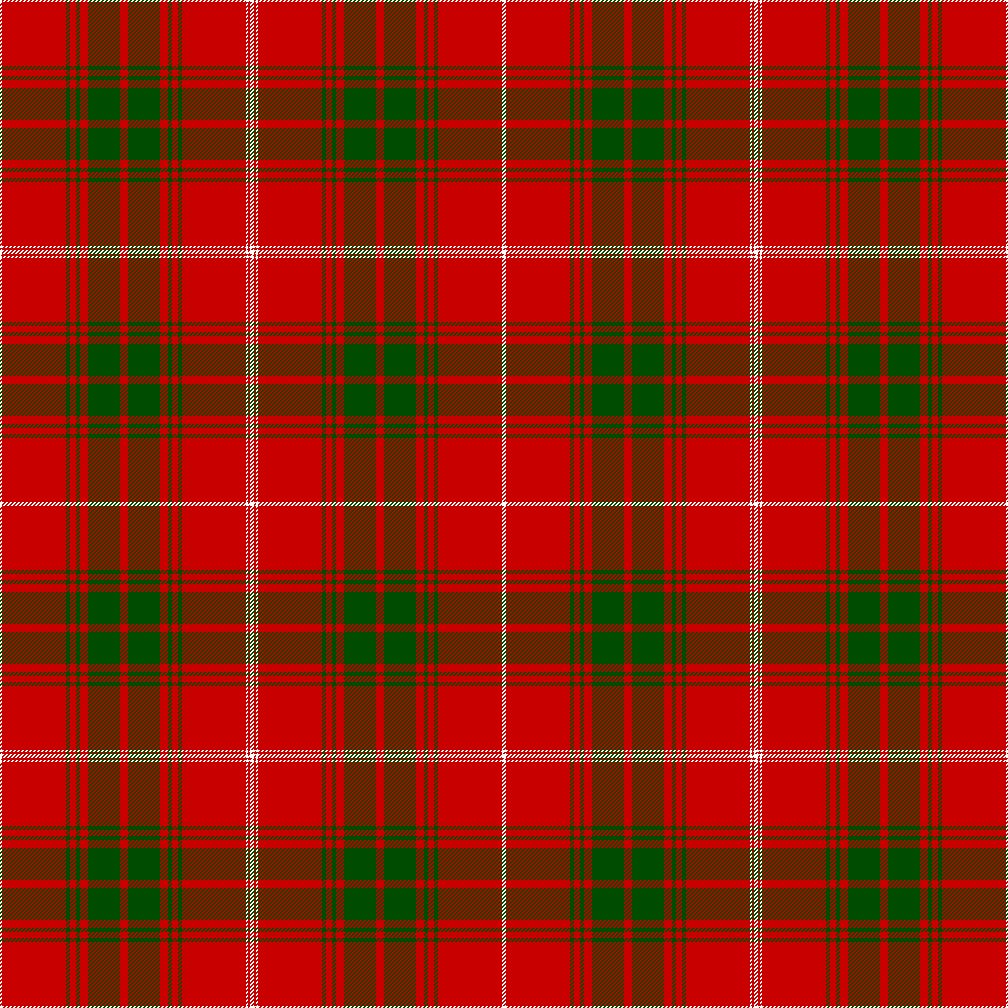
Принц Розесей тартан, з книги Vestiarium Scoticum.

Також спадкоємців Шотландського престолу називали Великим управителем Шотландії (Great Steward of Scotland або Lord High Steward), Бароном Ренфрю та Володарем Островів.
Титул Володарі островів походить від династії королів Макдональд, що спочатку були васалами шотландських або норвезьких королів, що правили на Західних островах. Амбітний Джон Макдональд II, четвертий Лорд Островів, уклав у 1462 році таємний договір з англійським королем Едуардом IV, завдяки якому він прагнув стати незалежним правителем.
У 1475 р. король Шотландії Джеймс III виявив змову Володаря островів і конфіскував його землі й титул. Пізніше Макдональд відновив своє становище, але Джеймс IV знову позбавив його титулів у 1493 році після того, як його племінник підняв повстання. У 1540 році Джеймс V, король Шотландії остаточно передав титул Володар Островів спадкоємицю шотландської Корони.
Акт парламенту Шотландії, прийнятий у 1469 р., регулює правонаступництво більшості цих титулів. Він передбачає, що «первісток короля Шотландії назавжди» повинен утримувати герцогство. Якщо старший принц помирає перед королем, титул не успадковується його спадкоємцем, а переходить до спадкоємця короля. Хоча в законі було вказано «король», старші сини королеви-регента згодом також отримували герцогство.
Між Унією королівств 1603 року і часами Едварда VII титул «герцог Розесей» вийшов з ужитку на користь «Принца Уельського».
Саме королева Вікторія призначила титул для позначення старшого сина та спадкоємця, коли той перебував у Шотландії, і це використання продовжується з того часу. Це, можливо, було наслідком візиту короля Георга IV до Шотландії 1822 року.
Старший син Британського монарха, як герцог Розесей, мав право голосувати на виборах за представницьких перів до Палати Лордів з 1707 р., адже Акти Союзу 1707 р. Між парламентом Шотландії та парламентом Англії формально об'єднали обидва королівства, щоб створити Королівство Великої Британія. Це право зберігалося до 1963 року, коли парламент Великої Британії скасував вибори представників перів.
Нині титул Герцог Розесей входить до повного титулу Принца Уельського Вільяма.